# Regionalpark Pavilniai

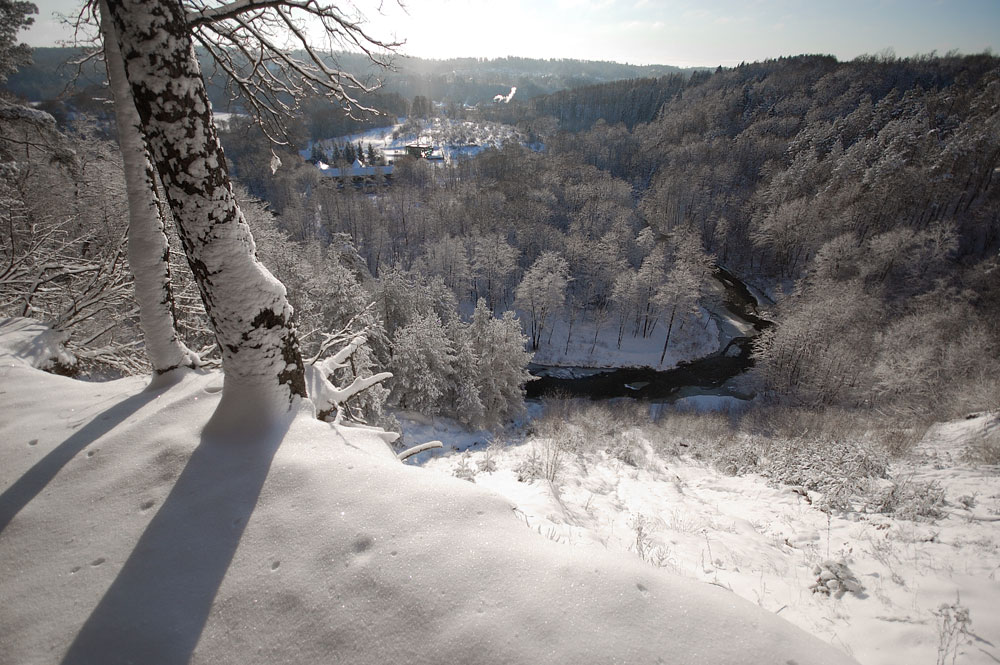
Blick von Puckoriu atodanga im Winter, Vilnius, Litauen

Der Regionalpark Pavilniai (lit. Pavilnių regioninis parkas) ist der kleinste Regionalpark in Litauen. Er liegt in der Hauptstadt Vilnius umseits der Vilnia (Nebenfluss der Neris) und umfasst 2127 ha (65 % Waldfläche). Der Park wurde um das Tal von Vilnia ausgewiesen, um die Tallandschaft und das Naturökosystem sowie das Kulturerbe zu erhalten.